# Cymatella minima
Cymatella minima är en svampart som beskrevs av Pat. 1899. Cymatella minima ingår i släktet Cymatella och familjen Marasmiaceae.   Inga underarter finns listade i Catalogue of Life.